# Мартина Балева
Мартина Балева е българска изкуствоведка и професорка в университета на швейцарския град Базел. От 2019 г. е професорка и в университета в Инсбрук. Специалистка е по изобразително изкуство и визуална история на Източна Европа и Османската империя.
Известна е с това, че изследва пресъздаването на Баташкото клане в произведения на изобразителното изкуство и особено в картината на Антони Пиотровски. Обвинена е, че поставя под съмнение историческото събитие , като някои медии твърдят, че „Баташкото клане е мит и жертвите са преувеличени“, а турското робство мнимо.
Медийната кампания срещу Балева е политически мотивирана и изследванията на изкуствоведката са инструментализирани за политически цели във връзка с предизборната кампания за Европейския парламент.Българската историчка Антонина Желязкова остро осъжда кампанията и я нарича „Безпрецедентна цензура, варварство“ Учени и интелектуалци подписват петиция срещу „посегателството срещу свободата на научните изследвания“.

## Биография
Мартина Балева завършва история на изкуството, история на Източна и Югоизточна Европа и класическа археология в Берлинския свободен университет. Защитава докторска степен в Университета Ерланген-Нюрнберг. За дисертацията си „Образът на България. Изобретяването на Балканските нации в изборазителното изкуство на 19 век“ е наградена от германското Дружество за Югоизточна Европа, Мюнхен. От 2010 до 2011 г. е научен сътрудник в Академията на науките на Берлин. От 2011 до 2012 г. е стипендиант на колежа „Имре Кертес“ в Йена, Германия. През 2016 г. получава наградата за най-добър преподавател на Базелския университет. От 2005 г. работи по докторат на тема „Изкуство и национализъм на Балканите. Примерът България“. Стипендиантка на фондацията „Алфред Тьопфер“. Била е редактор при научното издателство „Дитрих Раймер Ферлаг“.

## Спор за Баташкото клане
През 2007 г. Мартина Балева и Улф Брунбауер от Института за Източна Европа в Берлинския свободен университет твърдят, че американският журналист Макгахан е преувеличавал числото на жертвите в Батак в репортажите си през 1876 г.
През юни 2007 г. Мартина Балева подава жалба в БХК срещу излъченото на 16 юни 2007 г. предаване „Паралакс“ с водещ Валентин Касабов по телевизия СКАТ, в което се обявява награда от 1000 лв. за този, който намери и предостави личния ѝ адрес в Берлин, както и нейна актуална снимка.
На 19 май 2011 г. Балева изнася лекция в Хумболтовия университет в Берлин, представяйки темата си „Изкуството и национализмът на Балканите, в частност в България“. Там, според свидетели, е била остро атакувана от екип на телевизия СКАТ, който е снимал без позволение лекцията. Присъстващ на лекцията публикува статия по повод предаване на телевизията, в която разобличава екипа в манипулации на превода и съдържанието на лекцията. В протестна нота до медиите Академията на науките на Берлин и Бранденбург и Хумболтовия университет в Берлин остро осъждат нападките срещу Мартина Балева.

### Реакции
В началото на 2008 г. медийните заплахи срещу Мартина Балева по повод „проекта Батак“ се разглеждат от Европейската комисия в Брюксел, която проверява дали българското правителство изпълнява задълженията си по спазването на европейските правни стандарти.

#### Защитници
Под заглавие „Опасно негодувание“ германският всекидневник „Кьолнер щатанцайгер“ публикува статия за дискусиите в България и Германия около Баташкото клане. В публикацията се описват подробно преживяванията на българската историчка Мартина Балева, станала жертва на безпрецедентна медийна кампания в България. В статията се цитира изказване на управителя на медийната група ВАЦ Бодо Хомбах, който се извинява за обидите по адрес на Мартина Балева, отпечатани на страниците на вестниците „Труд“ и „24 часа“, собственост на ВАЦ.

#### Противници
Случаят дава повод на дясно радикалната партия „Атака“ през 2007 г. да внесе промени в Наказателния кодекс, според които проповядването на антидемократична идеология, която поставя под съмнение или се опитва да опровергае по какъвто и да е начин геноцида над българите в исторически обитаваните от тях земи по време на турското владичество, да бъде наказвано с лишаване от свобода от 1 до 5 години или с глоба от 5000 до 50 000 лева.